# Saint Michael, Barbados
Saint Michael (Română: Sfântul Mihail) este una din cele unsprezece parohii ale statului caraibian Barbados, care cuprinde și capitala sa, Bridgetown. Numit așa pentru podurile peste canarisire, Bridgetown este centrul activității comerciale din Barbados, precum și un punct central pentru rețeaua de transport public. De asemenea, în St. Michael găsim: Spitalul de Psihiatrie local, numit și Jenkins; facilitatea primară de îngrijire a sănătății din Barbados, Spitalul Regina Elizabeta, multe școli, inclusiv prestigiosul Colegiu Harrison, Școala Combermere și Școala St. Michael, și instituții guvernamentale cum ar fi Ministerul Educației, Ministerul Industriei și International Bussines. Pe de altă parte, reprezintă orașul natal al artistei Rihanna.
În Saint Michael se mai află și portul maritim internațional din Barbados - Portul Deep Water. Un procent mare din traficul turistic de pe insulă ajunge pe navele de croazieră de la diverse linii, cum ar fi Royal Caribbean și Cunrad. Portul dispune de mai multe turnuri de zahăr pentru încărcarea producției locale de zahăr în nave de transport și de un turn de încărcat făină pentru transport.

## Parohiile vecine
- Christ Church - Sud
- Saint George - Est
- Saint James - Nord-vest
- Saint Thomas - Nord-est